# Dre Peeters
André "Dre" Peeters (Zichem, 27 december 1948 – Antwerpen, 26 november 2007) was een Belgische beeldhouwer die vooral bekend is voor zijn assemblages met zwart gebrand hout, lood en dierenschedels. Hij was verbonden aan galerij De Zwarte Panter van Adriaan Raemdonck te Antwerpen. In oktober 2019 verscheen bij drukkerij Antilope De Bie te Duffel het boek 'Geblakerd' over zijn leven en werk.

## Leven en werk
Dre Peeters studeerde beeldhouwen aan het Provinciaal Hoger Instituut voor Plastische Kunsten in Hasselt. Daar leerde hij schilderes Lieve Ulburghs kennen, met wie hij later trouwde. 
Op regelmatige basis exposeerde hij in galerij De Zwarte Panter in de Hoogstraat. Ook op ander plaatsen in binnen- en buitenland werd zijn werk tentoongesteld. In 1992 werkte hij aan een kunstenaarsproject in Nevada. Daar is in het Goldwell Open Air Museum nog steeds het monumentale beeld Icara te zien.
Dre stelde voor het laatst tentoon in 2005 met de tentoonstelling Pro Vita in De Zwarte Panter. Zijn gezondheid was door zijn uitbundige levensstijl toen al heel slecht. In 2007 overleed hij.
De beelden van Dre Peeters zijn assemblages. De basis van zijn sculpturen is meestal een uit hout gesneden figuur, menselijk of dierlijk. Die figuur blakert hij zwart en beslaat hij met lood, dat hij in kleine reepjes op het hout nagelt. Aanvullend gebruikt hij veel recuperatiemateriaal: oude, roestige objecten, beenderen en ander dierlijk materiaal, af en toe wat plastic.
De sfeer van zijn werk evolueert van ludiek in de beginjaren tot eerder grimmig en donker in latere periodes. Maar de toon is steeds sarcastisch en kritisch. De thema’s van zijn werk zijn uiteenlopend: religie, vrouwen, macht.

## Individuele tentoonstellingen

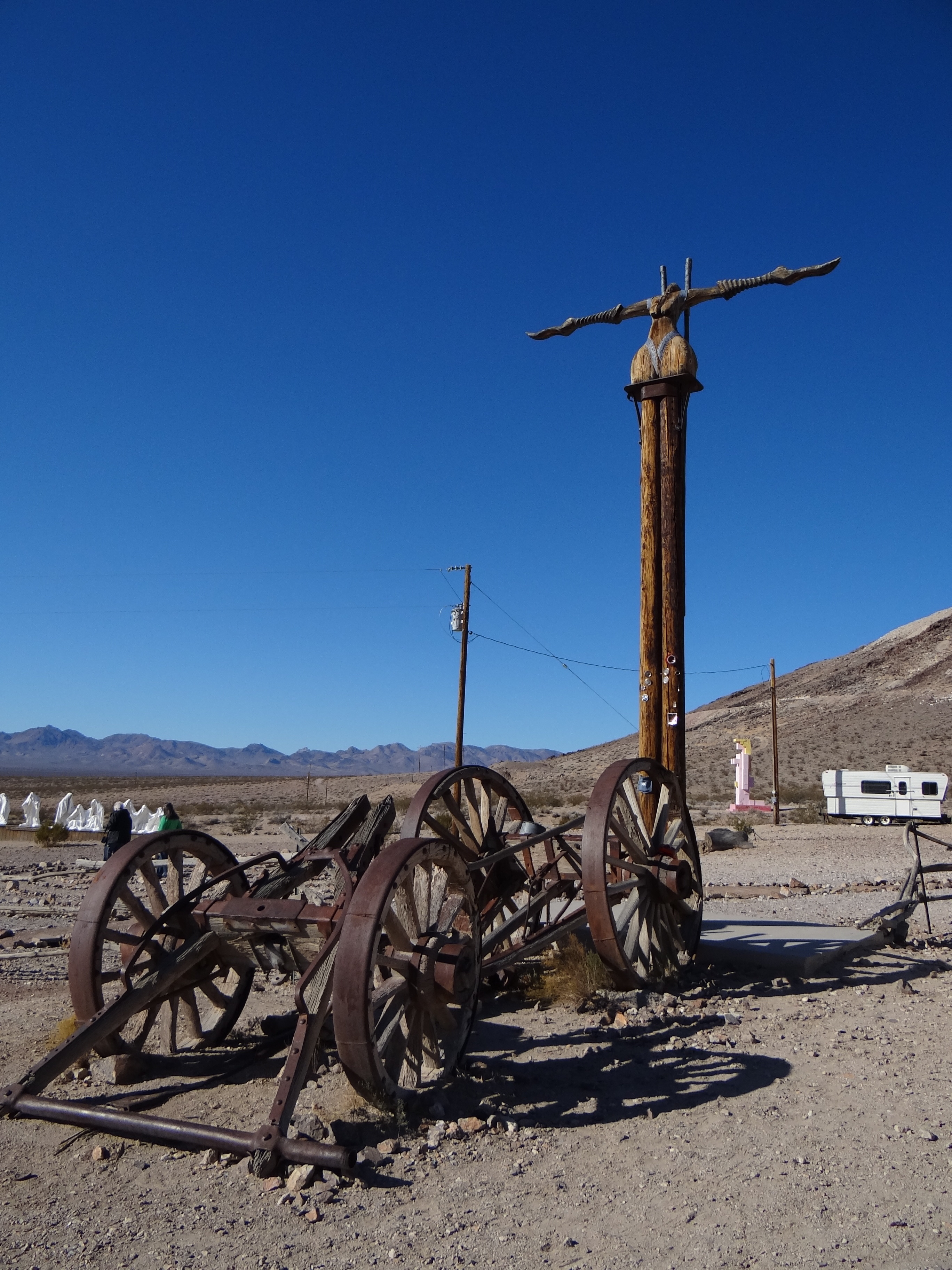
Project Icara, Goldwell Company Rhyolite, Nevada, USA

- 1981 Werk op wielen, galerij De Zwarte Panter
- 1982 December, galerie Peter Celie
- 1985 Tristes Tropiques, galerij De Zwarte Panter
- 1987 De zevende dag, galerij De Zwarte Panter
- 1988 Assemblages, Raamtheater
- 1988 L’Entrepreneur, galerie 2016 Brussel
- 1988 L’Entrepreneur, galerie 2016 Neuchatel-Suisse
- 1989 L’Entrepreneur, galerij De Zwarte Panter
- 1990 R Art Galery Ruben Forni Brussel
- 1991 Rabiës, galerij De Zwarte Panter
- 1992 Project Icara, Goldwell Company Rhyolite, Nevada, USA
- 1993 Brieven aan zwijnen, galerij De Zwarte Panter
- 1995 De hoektand van de tijd, galerij De Zwarte Panter
- 1997 Jacht, galerij De Zwarte Panter
- 1998 Jacht, galerij Arkade, Deurle, Sint-Martens Latem
- 2000 Soort zoekt soort, galerij De Zwarte Panter
- 2002 Assemblages, gasthuiskapel, Borgloon
- 2005 Pro Vita, galerij De Zwarte Panter